# Ellsworth Jerome Hill
Ellsworth Jerome Hill (LeRoy, 1 de diciembre de 1833 - 22 de enero de 1917) fue un ministro presbisteriano, y botánico estadounidense. Realizó identificaciones y clasificaciones de nuevas especies, publicando habitualmente los nuevos hallazgos en: Bot. Gaz., Rodhora.